# Ronki
Ronki är det biljud som uppstår vid andning om luftvägarna är trånga, till exempel vid astma eller KOL.
Man delar in ronkin i två olika grupper. Sonora (lågfrekventa), som är typiska för KOL, och sibilanta (högfrekventa) som är typiska för astma. Man kan även få ronki vid förkylning, men det beror då inte på någon kronisk sjukdom utan är en del av förkylningen.